# Cook Peak (Wyoming)
Der Cook Peak ist ein Berg im Yellowstone-Nationalpark im Nordwesten des US-Bundesstaates Wyoming. Sein Gipfel hat eine Höhe von 2973 m und ist Teil der Gallatin-Range in den Rocky Mountains.
Der Gipfel wurde 1922 vom damaligen Superintendent Horace Albright zu Ehren von Charles W. Cook benannt, einem Mitglied der Cook-Folsom-Peterson Expedition von 1869, die die Region des heutigen Parks erkundete. 1922 jährte sich die Gründung des Parks zum 50. Mal, und Charles Cook, der noch in Montana lebte, nahm an Zeremonien im Park teil. Vor 1922 wurde der Gipfel 1880 von Philetus Norris Thompson Peak und 1885 von Mitgliedern der Arnold Hague Geological Surveys Storm Peak genannt.

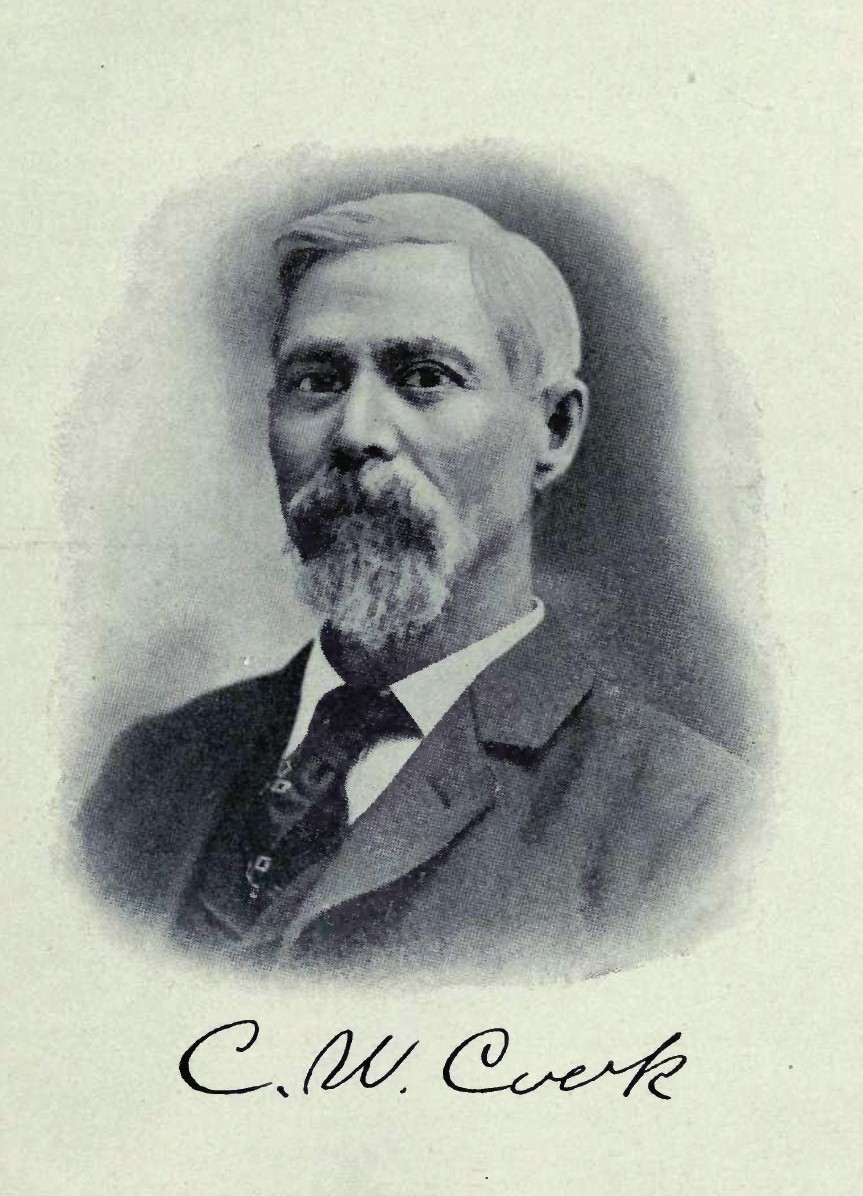
Der Namensgeber des Cook Peak, Charles W. Cook

## Belege
1. ↑  Geonames: Cook Peak. Abgerufen am 3. Januar 2021.
2. ↑  Whittlesey, Lee (1996): Yellowstone Place Names. Hrsg.: Wonderland Publishing Company. Gardiner, MT, ISBN 1-59971-716-6.